# Casona de Las Condes
La casona de Las Condes es una casa colonial ubicada en la comuna de Las Condes, Santiago de Chile. Fue declarada Monumento Histórico en 1982.
Durante generaciones esta propiedad estuvo vinculada al mayorazgo que gozaba el conde de Sierrabella, de cuyo título proviene el nombre de la comuna. Actualmente forma parte del Campus Casona de la Universidad Andrés Bello.

## Historia

### El Reino de Chile

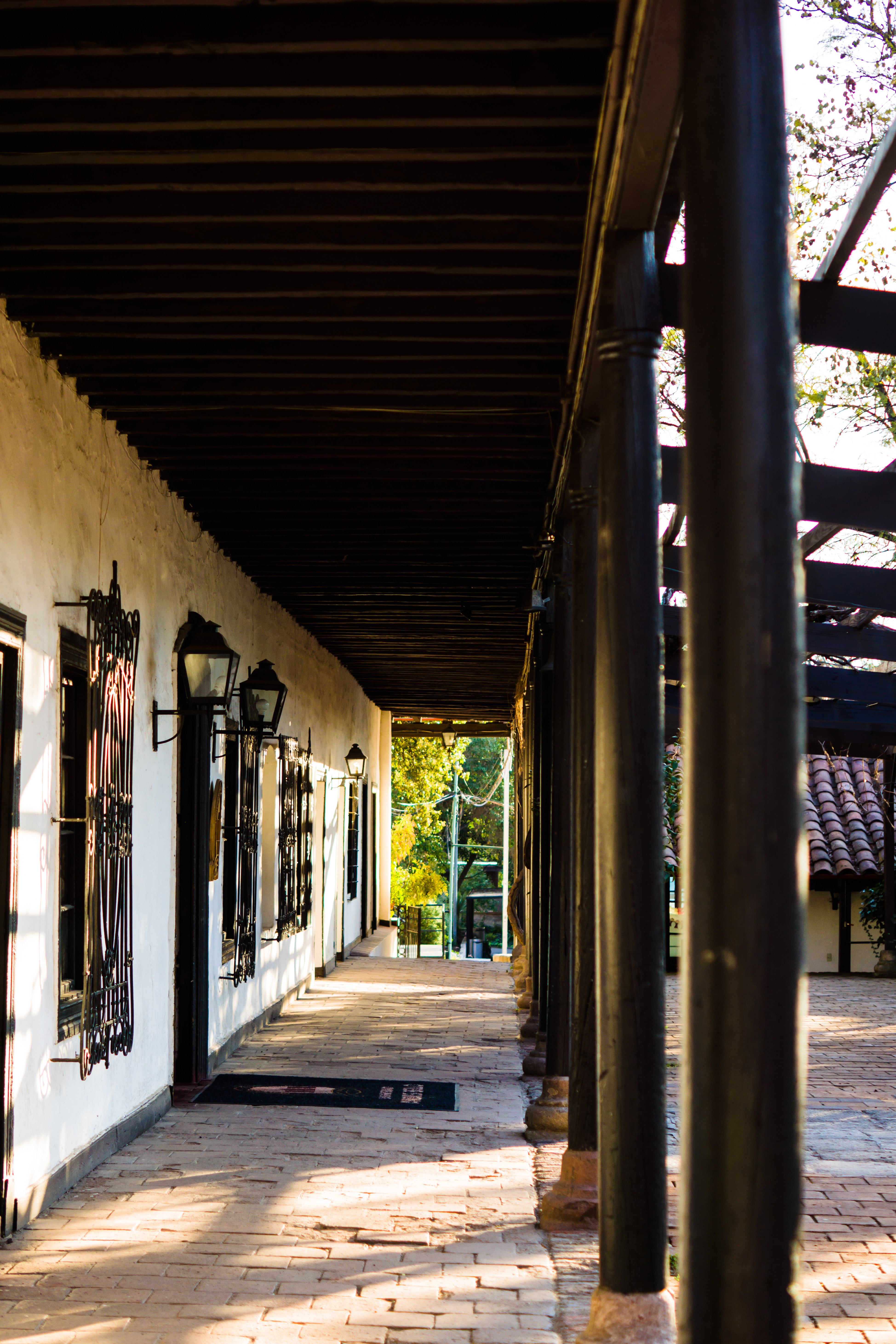
Pasillos Casona de las Condes

Las tierras al oriente de Santiago de Chile formaban parte de los dominios del cacique Apoquindo, y fueron concedidas por Pedro de Valdivia a Inés de Suárez. En 1579, su marido, el gobernador Rodrigo de Quiroga, entregó el terreno donde se construiría la casona en una merced de tierras, de 16 cuadras, a Antonio Díaz de Rivera, conquistador de Chile. Para 1581, los dominios de este último superaban las 62 mil cuadras y se extendían hasta la Cordillera de los Andes.
A su muerte en 1587, la hacienda pasó a manos de su yerno, el también conquistador, Martín de Zamora. Este siguió aumentando sus terrenos, llegando a poseer la Quebrada del Arrayán, montaña arriba.
A la muerte de Zamora, su hijo remató la hacienda y esta fue nuevamente adquirida por un militar español llamado Ascencio de Zabala en 1639. Tras su muerte el año, esta pasa a manos de su primogénito, el presbítero Ambrosio de Zabala, también era dueño de Vitacura. En el último cuarto del siglo XVII, la adquiere en 18 800 pesos el Tesorero de la Santa Cruzada don Pedro Ramos de Torres Miranda y Saa.
En 1675, la hacienda contaba con viñedos, molinos y animales, y era trabajada por esclavos negros. Pedro de Torres, su dueño, casó a su hija y heredera María con el hijo del presidente de la Real Audiencia de Charcas, Diego Cristóbal Mesía y Valenzuela. Con los recursos de la dote, Mesía financió, entre otros honores, la merced que le hizo el rey Carlos II de España a su padre Diego Cristóbal Mesía y León Garavito, creándolo primer conde de Sierrabella, teniendo ls denominación su origen en la hacienda de San José de la Sierra.
Ya para el año 1693 la Hacienda estaba conformada por dos casas, dos viñas, una capilla, un almendral, un olivo y un molino.

### SiglosXIXyXX
Carmen de Santiago Concha y Vázquez de Acuña recibe la propiedad la cual ya reducida a 60 mil cuadras. Entrando al siglo XIX ella le traspasa los terrenos a su marido Pedro Fernández Concha, quien 1878 se convierte en dueño de todo el sector oriente de Santiago, obteniendo así la chacra de Lo Fontecilla y el fundo de San Pascual.
Al fallecer Fernández Concha en 1931, el terreno es dividido entre sus seis hijos; entonces el pastor Fernández se reserva las construcciones coloniales y vende parte de los terrenos a bajos precios, ya que considera que los sitios están muy lejos de la capital. Años después su hija Mercedes Fernández Mira recibe lo que queda de la gran propiedad. En 1946 Mercedes Fernández vende sus tierras a Luis Fernández Concha, y la Caja Bancaria de Pensiones compra 7 hectáreas del sitio en esta se incluye en un estado ruinoso la casona patronal.
En 1968 la institución bancaria restaura el sitio para convertirlo en un club de campo, deciden «adaptar la casa colonial a las funciones de un recinto que sirva a sus imponentes y acrecentar además el patrimonio nacional».[cita requerida] Tras 24 años a manos de un solo propietario la hacienda se vuelve a vender el año 1983, la propiedad es comprada por la congregación de los Hermanos Maristas. En el año 1985 un terremoto destruye gran parte de la estructura, debido a esto la hacienda debió ser restaurada, se decidió que el nuevo edificio debía volver a su estructura original de este modo se podría resaltar su valor histórico y artístico.
Ya en el año 1992 los Hermanos Maristas deciden vender la casona a la Universidad Andrés Bello, que la adquiere para convertirla en un campus universitario. Un año después de obtener la propiedad la casona sufre un incendio, debido a este incidente todo un ala y segundo piso del edificio central fueron destruidos. El campus Casona de Las Condes fue inaugurado el año 1996, y cuenta con amplias áreas verdes, casino, biblioteca y un auditorio.
Gracias a su rica arquitectura es también utilizada como centro de eventos, principalmente para matrimonios, su historia las leyendas que la rodean, crean un escenario ideal para este tipos de eventos.

### Monumento Histórico
La Casona de Las Condes fue declarada Monumento Histórico, el 21 de junio de 1982 por decreto supremo (número de norma 2156_1982), debido a su arquitectura colonial de los siglos XVII y XVIII, además de aportar valor histórico por sus orígenes que van desde 1579. Como Monumento Histórico la hacienda cuenta con estrictas normas de construcción, si se quiere intervenir en los alrededores de los terrenos estos debes ser supervisados por el Consejo de Monumentos Nacionales, y existe un área de la casona que se encuentra protegida, lo que significa que no se puede realizar ninguna modificación.

“Declárase Monumento Histórico el inmueble denominado “CASONA DE LAS CONDES”, ubicada en la calle Fernández Concha N°700, de la comuna de Las Condes, de Santiago; y su entorno de 1.14 hectáreas aproximadas de terreno…”
Ministerio de Educación

## Arquitectura

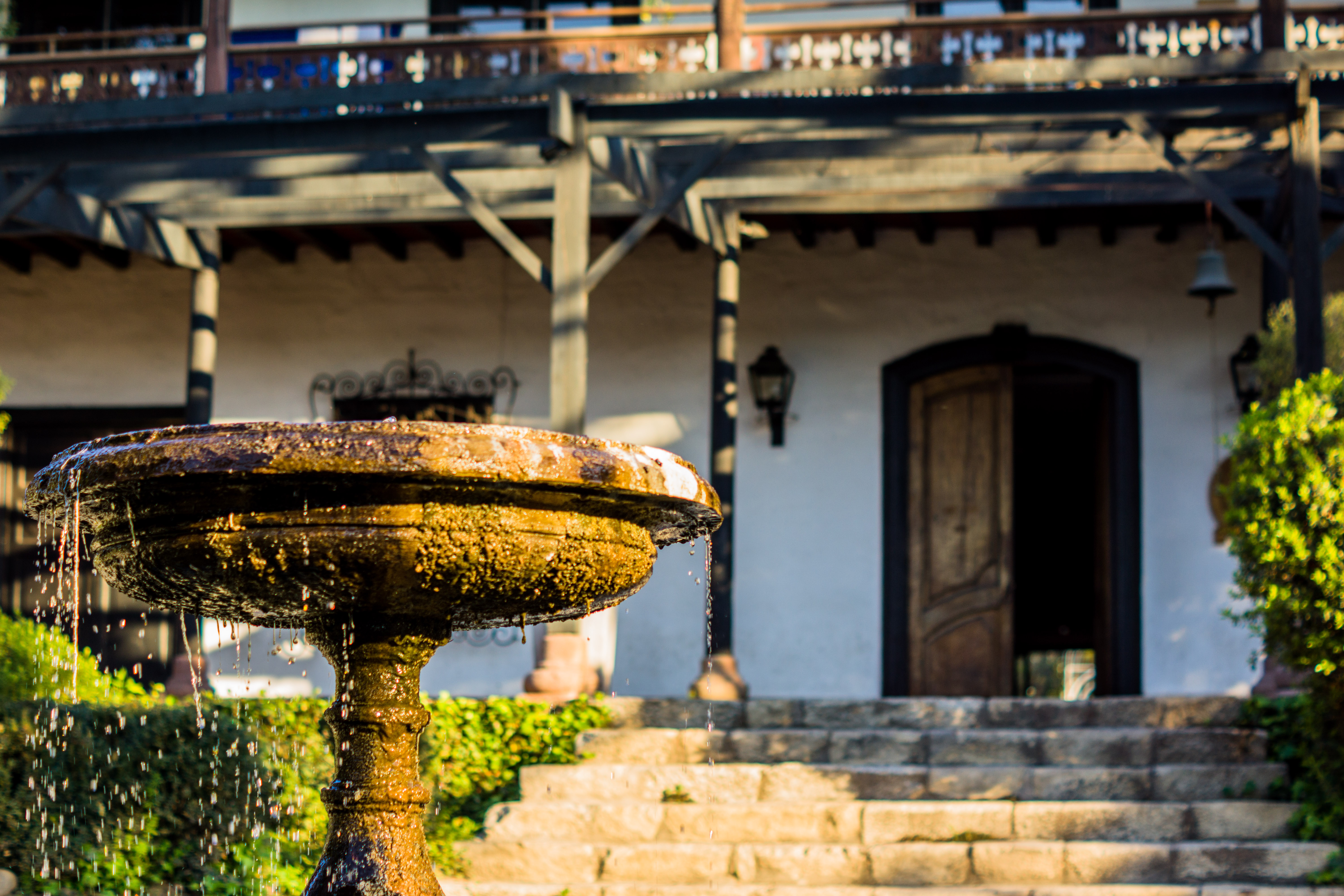
Casona de las Condes.

La casona de Las Condes está construida arquitectónicamente por un estilo colonial el cual se remonta al siglo XVIII, sus muros hechos por adobe amasado, sus pasillos y techos de madera, sus pisos de arcilla cocida desgastada cuentan la historia del lugar, al ingresar por el frontis se encuentra una estatua que custodia la casona, esta es la imagen del patrono de la hacienda “San José”, rodeando la escultura se encuentran diversas flores, palmeras y un sinfín de plantas que esconden los recuerdos de esta hacienda.
En la hacienda además se encuentra una capilla levantada en honor a San José, está construida de piedras pegadas con barro, un pequeño altar que junto a las escasas ventanas y su puerta de madera trae a la memoria las innumerables misas que se realizaron a lo largo de los años.
Además de la capilla y la casona patrimonial en sus comienzos la hacienda contaba con caballerizas y establos ubicados en el lado oriente, por el ala sur de la propiedad se ubicaban los pabellones de servicios.
La entrada principal era de estilo español, en el primer piso se encontraban varios salones, los cuales servían de dormitorios y bodegas, fiel al estilo de la época la cocina, el comedor, las salas y los dormitorios principales se encontraban en el segundo piso, a pesar de ser una gran casona no tenían muchos baños, estos eran colocados a los costados del hogar.

## Flora y fauna
La casona estaba rodeada de por cerros, árboles, arbustos y matorrales, dentro de la gran variedad de especies se encontraban el Patagua, arrayanes, además de boldos y espinos, también maitenes, guayacanes y quillayes.
La residencia también contaba con especies ya desaparecidas actualmente dentro de estos tenemos árboles como tribu, romerillo y colliguay, estas especies de árboles pertenecías a la flora nativa del lugar la cual convivía con las viñas de la hacienda.
Por otro lado tenemos a la fauna silvestre de esas épocas, por esos lejanos tiempos se podían apreciar volando por las laderas de la cordillera búhos, águilas y de vez en cuando algún cóndor, había una gran variedad de pequeñas aves que revoloteaban por los árboles de la casona entre ellos podíamos encontrar tordos, loicas y chercanes, además de tórtolas, perdices y torcazas, paulatinamente con el crecimiento de la urbanización se fueron dejando ver estas aves cada vez menos. 

## Leyendas
Con 400 años de antigüedad, la casona está rodeada de leyendas, estas se remontan incluso antes del siglo XVI, se dice que el Cacique Vitacura escondió su tesoro en monedas de oro en algún lugar de la hacienda, el cual fue buscado ansiosamente por conquistadores sin lograr encontrarlo.
También se rumorea que existe un túnel secreto que se extendería desde las cavas de la casona hasta Mendoza, era llamado “Camino del Fraile” este supuestamente existió los siglos XVII y XVIII y era utilizado por sacerdotes para venir a hacer misas los domingos a Santiago y regresar posteriormente a Mendoza cruzando las montañas. Tal revuelo causó esta leyenda que en el año 1799 el arquitecto Joaquín Toesca organizó una expedición para verificar si la ruta existía, después de 15 días de búsqueda no se encontró la ruta, esto demostró que el camino del fraile no existía, pero las personas de la época no creyeron cuando no se encontró pista, sino que crearon más hipótesis, decían que hasta el mismo Manuel Javier Rodríguez Erdoíza uso la ruta para sus andanzas.